# Hovenia dulcis
Hovenia dulcis, japanskt russinträd eller orientaliskt russinträd, är en brakvedsväxtart som beskrevs av Carl Peter Thunberg. Hovenia dulcis ingår i släktet Hovenia och familjen brakvedsväxter. Utöver nominatformen finns också underarten H. d. crassifolia.

## Bildgalleri

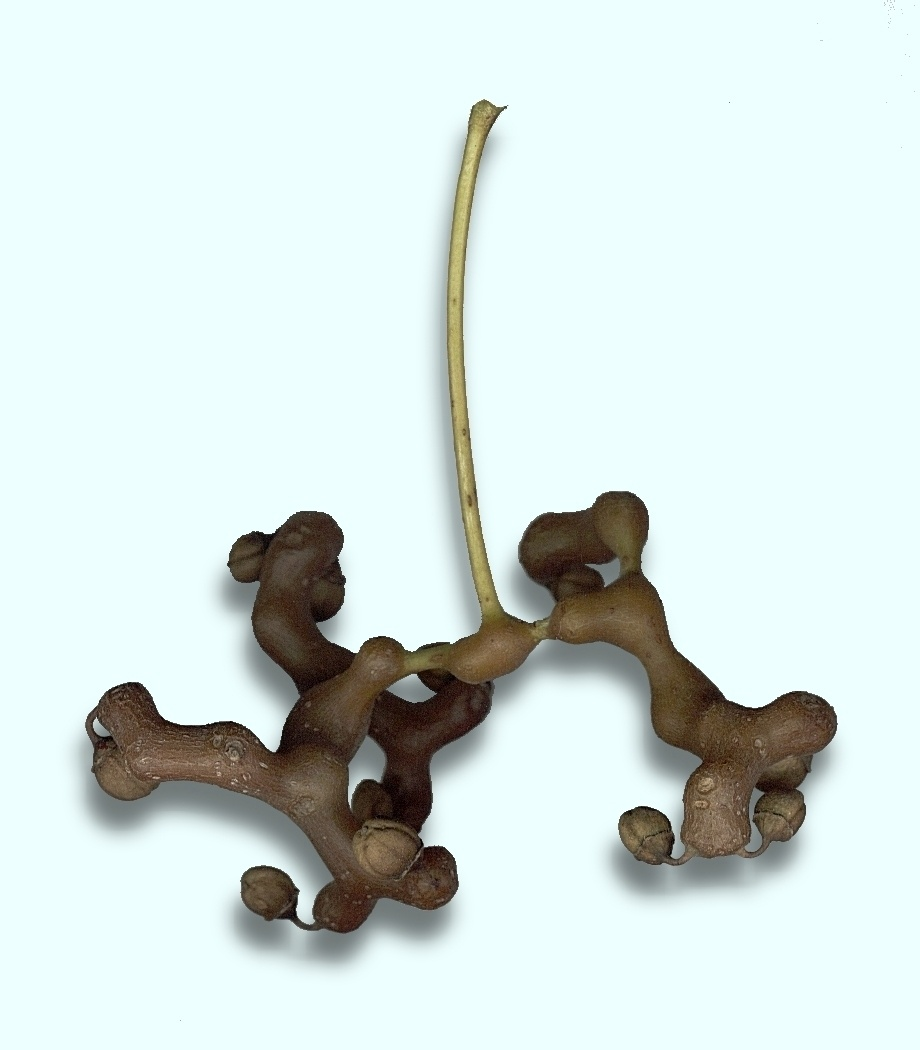
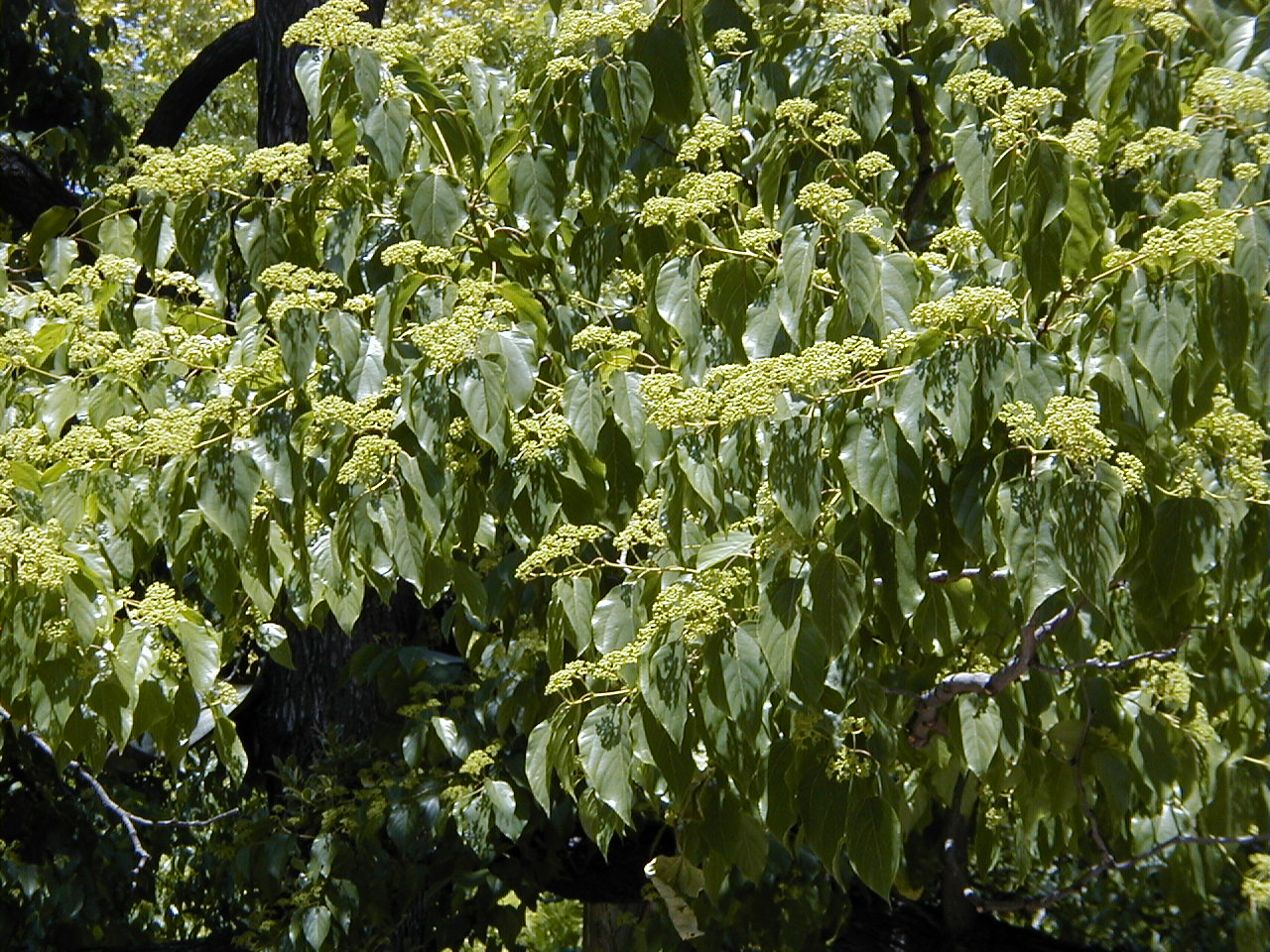
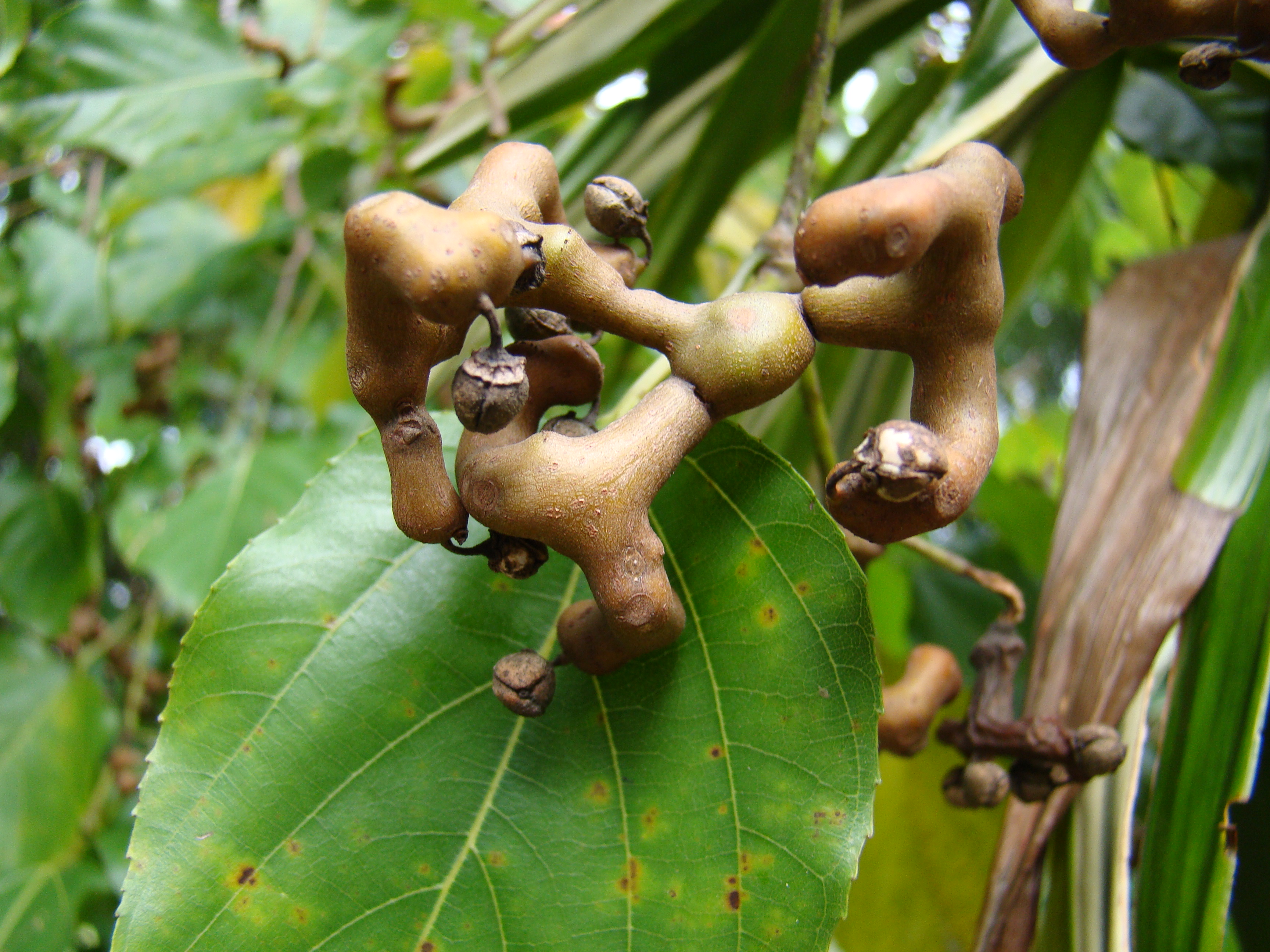
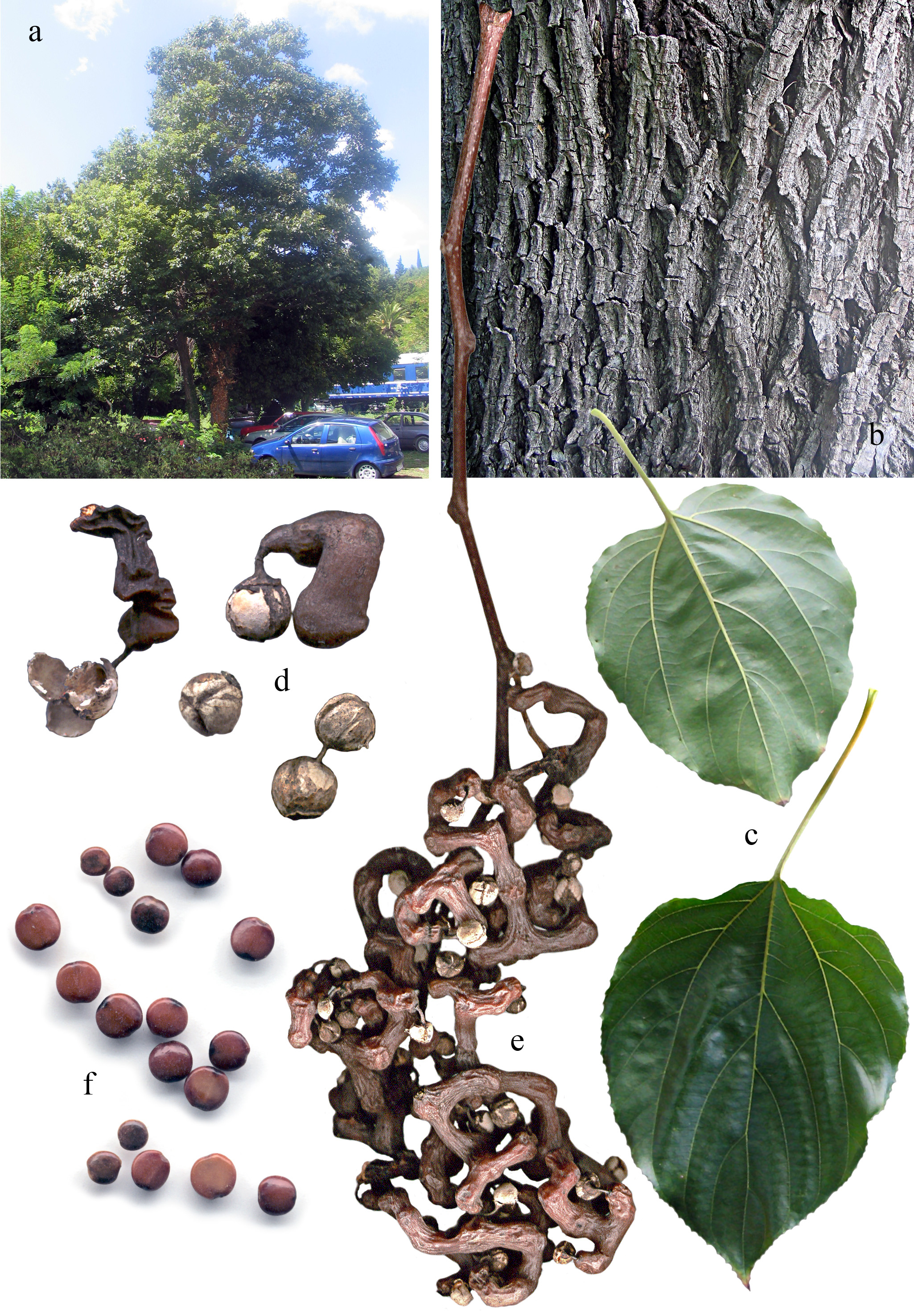
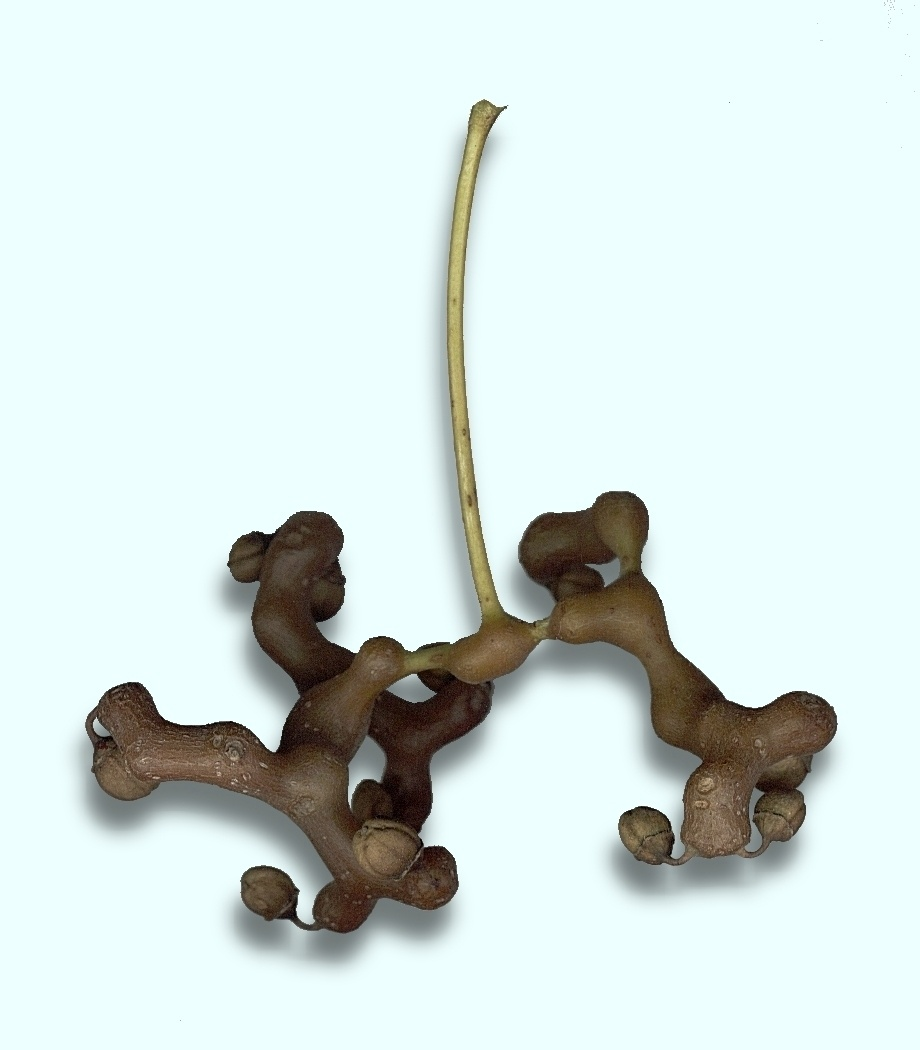
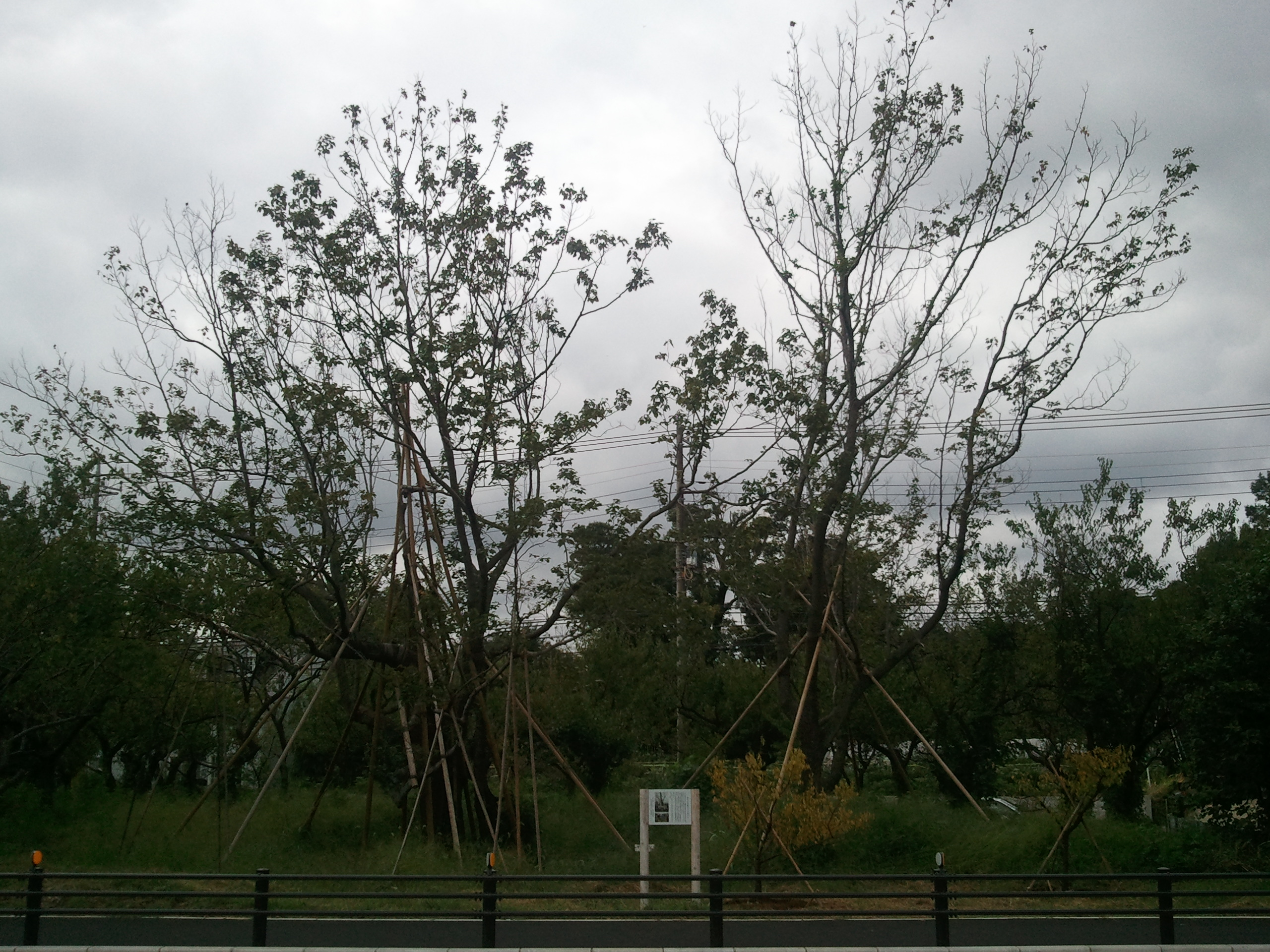